# Chânes
Chânes és un municipi francès, situat al departament de Saona i Loira i a la regió de Borgonya - Franc Comtat. L'any 2007 tenia 523 habitants.

## Demografia

### Població
El 2007 la població de fet de Chânes era de 523 persones. Hi havia 220 famílies, de les quals 56 eren unipersonals (16 homes vivint sols i 40 dones vivint soles), 84 parelles sense fills, 76 parelles amb fills i 4 famílies monoparentals amb fills.
La població ha evolucionat segons el següent gràfic:
Habitants censats

### Habitatges
El 2007 hi havia 253 habitatges, 222 eren l'habitatge principal de la família, 15 eren segones residències i 16 estaven desocupats. 246 eren cases i 7 eren apartaments. Dels 222 habitatges principals, 198 estaven ocupats pels seus propietaris, 22 estaven llogats i ocupats pels llogaters i 2 estaven cedits a títol gratuït; 4 tenien dues cambres, 7 en tenien tres, 61 en tenien quatre i 150 en tenien cinc o més. 162 habitatges disposaven pel capbaix d'una plaça de pàrquing. A 81 habitatges hi havia un automòbil i a 130 n'hi havia dos o més.

### Piràmide de població
La piràmide de població per edats i sexe el 2009 era:
| Homes | Edats   | Dones |
| ----- | ------- | ----- |
| 0     | 95 o +  | 0     |
| 0     | 90 a 94 | 8     |
| 0     | 85 a 89 | 0     |
| 0     | 80 a 84 | 0     |
| 12    | 75 a 79 | 16    |
| 4     | 70 a 74 | 8     |
| 20    | 65 a 69 | 4     |
| 8     | 60 a 64 | 0     |
| 8     | 55 a 59 | 16    |
| 44    | 50 a 54 | 52    |
| 28    | 45 a 49 | 20    |
| 24    | 40 a 44 | 12    |
| 20    | 35 a 39 | 12    |
| 8     | 30 a 34 | 16    |
| 8     | 25 a 29 | 4     |
| 12    | 20 a 24 | 12    |
| 8     | 15 a 19 | 24    |
| 24    | 10 a 14 | 24    |
| 32    | 5 a 9   | 12    |
| 4     | 0 a 4   | 0     |

## Economia
El 2007 la població en edat de treballar era de 367 persones, 267 eren actives i 100 eren inactives. De les 267 persones actives 260 estaven ocupades (134 homes i 126 dones) i 7 estaven aturades (2 homes i 5 dones). De les 100 persones inactives 43 estaven jubilades, 38 estaven estudiant i 19 estaven classificades com a «altres inactius».

### Ingressos
El 2009 a Chânes hi havia 230 unitats fiscals que integraven 565,5 persones, la mediana anual d'ingressos fiscals per persona era de 22.294 €.

### Activitats econòmiques
Dels 27 establiments que hi havia el 2007, 1 era d'una empresa extractiva, 2 d'empreses alimentàries, 1 d'una empresa de fabricació d'altres productes industrials, 8 d'empreses de construcció, 1 d'una empresa de comerç i reparació d'automòbils, 1 d'una empresa de transport, 3 d'empreses d'hostatgeria i restauració, 1 d'una empresa d'informació i comunicació, 2 d'empreses financeres, 2 d'empreses immobiliàries, 3 d'empreses de serveis, 1 d'una entitat de l'administració pública i 1 d'una empresa classificada com a «altres activitats de serveis».
Dels 8 establiments de servei als particulars que hi havia el 2009, 1 era una oficina de correu, 1 paleta, 2 guixaires pintors, 1 fusteria, 2 electricistes i 1 restaurant.
Dels 2 establiments comercials que hi havia el 2009, 1 era una botiga de més de 120 m² i 1 una botiga de menys de 120 m².
L'any 2000 a Chânes hi havia 26 explotacions agrícoles que ocupaven un total de 144 hectàrees.

## Equipaments sanitaris i escolars
El 2009 hi havia una escola elemental integrada dins d'un grup escolar amb les comunes properes formant una escola dispersa.

## Poblacions més properes
El següent diagrama mostra les poblacions més properes.